# Joseph H. Sampson
Joseph Harold Sampson Jr. (1926-2003) est un mathématicien américain connu pour ses recherches en analyse, géométrie et topologie, principalement ses travaux sur l’application harmonique avec James Eells.
Il a préparé son doctorat sous la férule de Salomon Bochner.